# جوان حسو
جوان حسو مواليد 10 أكتوبر 1982 في سوريا، هو لاعب كرة قدم سوري يلعب حاليا في الدوري الأردني للمحترفين مع نادي ذات راس في مركز الدفاع.

## وصلات خارجية
- جوان حسو على موقع قاعدة بيانات كرة القدم.إي يو (الإنجليزية)
- جوان حسو على موقع ناشيونال فوتبول تيمز (الإنجليزية)